# أفضية بروتوكول الإنترنت المحجوزة
في هندسة عناوين الإنترنت، قامت مجموعة مهندسي الإنترنت وهيئة أرقام الإنترنت المخصصة بحجز عدة أفضية بروتوكول إنترنت لأسباب خاصة.

## الإصدار الرابع من بروتوكول الإنترنت
هناك أفضية عناوين محجوزة من أجل بروتوكولات محددة أو من أجل استعمالات خاصة، ولا يجوز استعمال عناوين من هذه الأفضية من أجل عنونة المُضيفين في شبكة الإنترنت. تشرف هيئة أرقام الإنترنت المُخصصَة على حفظ وإدارة هذه الأفضية.
| فضاء العناوين      | تاريخ الحجز | ملاحظات | مرجع   |
| ------------------ | ----------- | --- | ------ |
| 0.0.0.0/8          | سبتمبر 1981 | يُستخدم أي عنوان من هذا الفضاء كعنوان مصدر لمُضيف يُنجر عملية التهيئة الآلية للحصول على عنوان بروتوكول إنترنت.                                         | [ 4 ]  |
| 10.0.0.0/8         | فبراير 1996 | فضاء محجوز كشبكة خاصة ضمن فضاء الصنف القياسي A، يُمكن أن تُستخدم عناوين من هذا الفضاء عناوين مصدر أو وجهة في رزم الإصدار الرابع من بروتوكول الإنترنت. | [ 5 ]  |
| 100.64.0.0/10      | أبريل 2012  | فضاء محجوز ليستعمل بادئة في فضاء العناوين المشترك.                                                                                                  | [ 6 ]  |
| 127.0.0.0/8        | سبتمبر 1981 | فضاء عناوين الحلقة العكسية، يُستخدم أي عنوان من هذا الفضاء كعنوان للمضيف المحلي في أي مُضيف للإصدار الرابع من بروتوكول الإنترنت                       | [ 7 ]  |
| 169.254.0.0/16     | مايو 2005   | فضاء محجوز من أجل عناوين الوصلة المحلية في الإصدار الرابع من بروتوكول الإنترنت                                                                      | [ 8 ]  |
| 172.16.0.0/12      | فبراير 1996 | فضاء محجوز كشبكة خاصة ضمن فضاء الصنف القياسي B، يُمكن أن تُستخدم عناوين من هذا الفضاء عناوين مصدر أو وجهة في رزم الإصدار الرابع من بروتوكول الإنترنت. | [ 5 ]  |
| 192.0.0.0/24       | يناير 2010  | فضاء محجوز لهيئة أرقام الإنترنت المُخصصَة من أجل دعم مهمّات مجموعة مهندسي شبكة الإنترنت.                                                               | [ 9 ]  |
| 192.0.0.0/29       | يونيو 2011  | فضاء محجوز من أجل تقنية المُكّدس المزدوج المُبسّطة (بالإنجليزية: Dual-Stack Lite)‏.                                                                      | [ 10 ] |
| 192.0.2.0/24       | يناير 2010  | فضاء عناوين محجوز من أجل عمليات التوثيق. | [ 11 ] |
| 192.88.99.0/24     | يونيو 2001  | فضاء عناوين محجوز من أجل عناوين البث نحو الأقرب لتقنية 6 إلى 4 [الإنجليزية] (بالإنجليزية: 6to4 anycast address)‏.                                    | [ 12 ] |
| 192.168.0.0/16     | فبراير 1996 | فضاء محجوز كشبكة خاصة ضمن فضاء الصنف القياسي C، يُمكن أن تُستخدم عناوين من هذا الفضاء عناوين مصدر أو وجهة في رزم الإصدار الرابع من بروتوكول الإنترنت. | [ 5 ]  |
| 198.18.0.0/15      | مارس 1999   | فضاء عناوين محجوز من أجل عمليات المقارنة المرجعيّة.                                                                                                  | [ 13 ] |
| 198.51.100.0/24    | يناير 2010  | فضاء عناوين محجوز من أجل عمليات التوثيق. | [ 11 ] |
| 203.0.113.0/24     | يناير 2010  | فضاء عناوين محجوز من أجل عمليات التوثيق. | [ 11 ] |
| 240.0.0.0/4        | أغسطس 1989  | فضاء عناوين الصنف E، وهو محجوز لاستخدامات مُستقبليّة.                                                                                                 | [ 14 ] |
| 255.255.255.255/32 | أكتوبر 1984 | عنوان بث عام يمكن استعماله في أي شبكة محليّة. | [ 15 ] |

## الإصدار السادس من بروتوكول الإنترنت
هناك أفضية عناوين محجوزة من أجل بروتوكولات محددة أو من أجل استعمالات خاصة، ولا يجوز استعمال عناوين من هذه الأفضية من أجل عنونة المُضيفين في الإنترنت. تشرف هيئة أرقام الإِنترنت المُخصَّصة على حفظ وإدارة هذه الأفضية.
| فضاء العناوين   | تاريخ الحجز   | ملاحظات | مرجع   |
| --------------- | ------------- | --- | ------ |
| 128/::          | فبراير 2006   | العنوان غير المُحدد | [ 16 ] |
| 1/128::         | فبراير 2006   | عنوان الحلقة العكسية | [ 16 ] |
| ff9b::/96       | أكتوبر 2010   | مخصص لمترجمات العناوين بين الإصدارين الرابع والسادس                                                                        | [ 17 ] |
| ffff:0:0/96::   | فبراير 2006   | فضاء العناوين المقترنة مع الإصدار الرابع                                                                                   | [ 16 ] |
| 64/::100        | يونيو 2012    | بادئة الاستبعاد (بالإنجليزية: Discard Prefix)‏، وهي بادئة تستعمل في عملية التوجيه والترشيح للتخلص من رزم البيانات           | [ 18 ] |
| 23/::2001       | سبتمبر 2000   | مخصص لعملية تطوير إرشادات لمنح أفضية الإصدار السادس من بروتوكول الإنترنت                                                   | [ 19 ] |
| 32/::2001       | فبراير 2006   | مخصص لدعم تقنية تيريدو للانتقال من الإصدار الرابع نحو الإصدار السادس من بروتوكول الإنترنت                                  | [ 20 ] |
| 1/48::2001:1    | أكتوبر 2015   | عنوان مُخصص للبث نحو الأقرب لبروتوكول التحكم بالمنافذ [الإنجليزية]                                                          | [ 21 ] |
| 2/48::2001:1    | فبراير 2017   | عنوان مُخصص للبث نحو الأقرب بروتوكول تخطي الترجمة باستعمال المُرحلات [الإنجليزية] TURN                                       | [ 22 ] |
| 48/::2001:2     | أبريل 2008    | فضاء مخصص لعملية المقارنة المرجعية                                                                                         | [ 23 ] |
| 32/::2001:3     | ديسمبر 2014   | فضاء مخصص للإنشاء الآلي لأنفاق البث المجموعاتي                                                                             | [ 24 ] |
| 48/::2001:4:112 | ديسمبر 2014   | فضاء مخصص لمشروع النظام المستقل رقم 112 (بالإنجليزية: AS112 project)‏                                                       | [ 25 ] |
| 28/::2001:10    | أبريل 2007(9) | فضاء مخصص لبادئة معرفات التجزئة المُعمَّاة المتراكبة القابلة للتوجيه، المعروفة اختصارًا بالاسم الرمزي: أوركيد ORCHID           | [ 26 ] |
| 28/::2001:20    | يوليو 2014    | فضاء مخصص للإصدار الثاني لبادئة معرفات التجزئة المُعمَّاة المتراكبة القابلة للتوجيه، المعروفة اختصارًا بالاسم الرمزي: أوركيد 2 | [ 27 ] |
| 2001:0db8::/32  | يوليو 2004    | فضاء مخصص لعملية التوثيق                                                                                                   | [ 28 ] |
| 16/::2002       | فبراير 2001   | فضاء مخصص لدعم تقنية 6 إلى 4 (بالإنجليزية: 6to4)‏ للانتقال من الإصدار السادس نحو الإصدار الرابع من بروتوكول الإنترنت        | [ 29 ] |
| fc00::/7        | أكتوبر 2005   | مخصص لفضاء عناوين البث فريد الوجهة الفريد المحلي                                                                           | [ 30 ] |
| fe80::/10       | أكتوبر 2005   | مخصص لفضاء عناوين البث فريد الوجهة في الوصلة المحلية                                                                       | [ 31 ] |

## وصلات خارجية
- قائمة أيانا لأفضية الإصدار الرابع من بروتوكول الإنترنت المحجوز
- قائمة أيانا لأفضية الإصدار السادس من بروتوكول الإنترنت المحجوز

1. ↑  "IANA IPv6 Special-Purpose Address Registry". IANA (بالإنجليزية). Archived from the original on 2020-01-02. Retrieved 2020-05-25.